# Les Mains sales (film)
Pour les articles homonymes, voir Les Mains sales (homonymie).
Pour plus de détails, voir Fiche technique et Distribution.
Les Mains sales est un film français, adapté de la pièce de théâtre éponyme de Jean-Paul Sartre, réalisé par Fernand Rivers et Simone Berriau, sorti en 1951.

## Synopsis
L'histoire se déroule dans un pays d'Europe centrale, entre 1943 et 1945. Hugo Barine, le fils d'un riche industriel est membre d'un parti révolutionnaire. Chargé par certains dirigeants du parti d'assassiner Hoederer, un autre dirigeant soupçonné de vouloir traiter avec le pouvoir en place. Mais il est rempli de doutes sur la légitimité de cet acte.

## Fiche technique
- Titre : Les Mains sales
- Réalisation : Fernand Rivers et Simone Berriau
- Scénario et dialogues : Jean-Paul Sartre d'après sa pièce Les Mains sales (1948), Jacques-Laurent Bost et Fernand Rivers
- Décors : René Renoux et Robert Dumesnil
- Photographie : Jean Bachelet
- Son : Louis Kieffer
- Musique : Paul Misraki
- Montage : Yvonne Martin
- Maquilleuse : Lala Janvier
- Photographe de plateau : Jean Klissak
- Production : Fernand Rivers et Simone Berriau
- Sociétés de production : Les Films Fernand Rivers, Eden Production
- Distribution : Les Films Fernand Rivers
- Pays de production : France
- Format : noir et blanc - 1,37:1 - Mono - 35 mm
- Genre : drame
- Durée : 103 minutes en France
- Tournage: du 9 avril au 11 mai 1951
- Date de sortie : 
  - France : 29 août 1951

## Distribution
- Daniel Gélin : Hugo Barine,le fils d'un riche industriel et haut dignitaire d'Illyrie, qui se voit confier la mission d'assassiner Hoederer
- Claude Nollier : Olga, une responsable du Parti du Prolétariat chargée d'analyser le cas politique d'Hugo
- Pierre Brasseur : Hoederer, le chef du Parti du Prolétariat, soupçonné de trahison
- Monique Artur : Jessica Barine, la femme infidèle d'Hugo
- Jacques Castelot : le Prince, le fils du Régent
- Marcel André : Karski
- Georges Chamarat : Barine, un riche industriel et haut dignitaire d'Illyrie
- Roland Bailly : Slick
- Gérard Buhr : Presder
- Alfred Goulin : Laurent
- Robert Le Béal : Louis, un responsable du Parti du Prolétariat, qui soupçonne Hoederer de trahison
- Christian Marquand : Dimitri
- Alfred Argus : Guillaume
- Henri San Juan : Léon
- Emile Seylis : le greffier
- Eddy Rasimi : Georges
- Gregory Chmara